# Ulophora flavinia
Ulophora flavinia är en fjärilsart som beskrevs av Boris Ivan Balinsky 1994. Ulophora flavinia ingår i släktet Ulophora och familjen mott. Inga underarter finns listade i Catalogue of Life.